# Abja-Paluoja

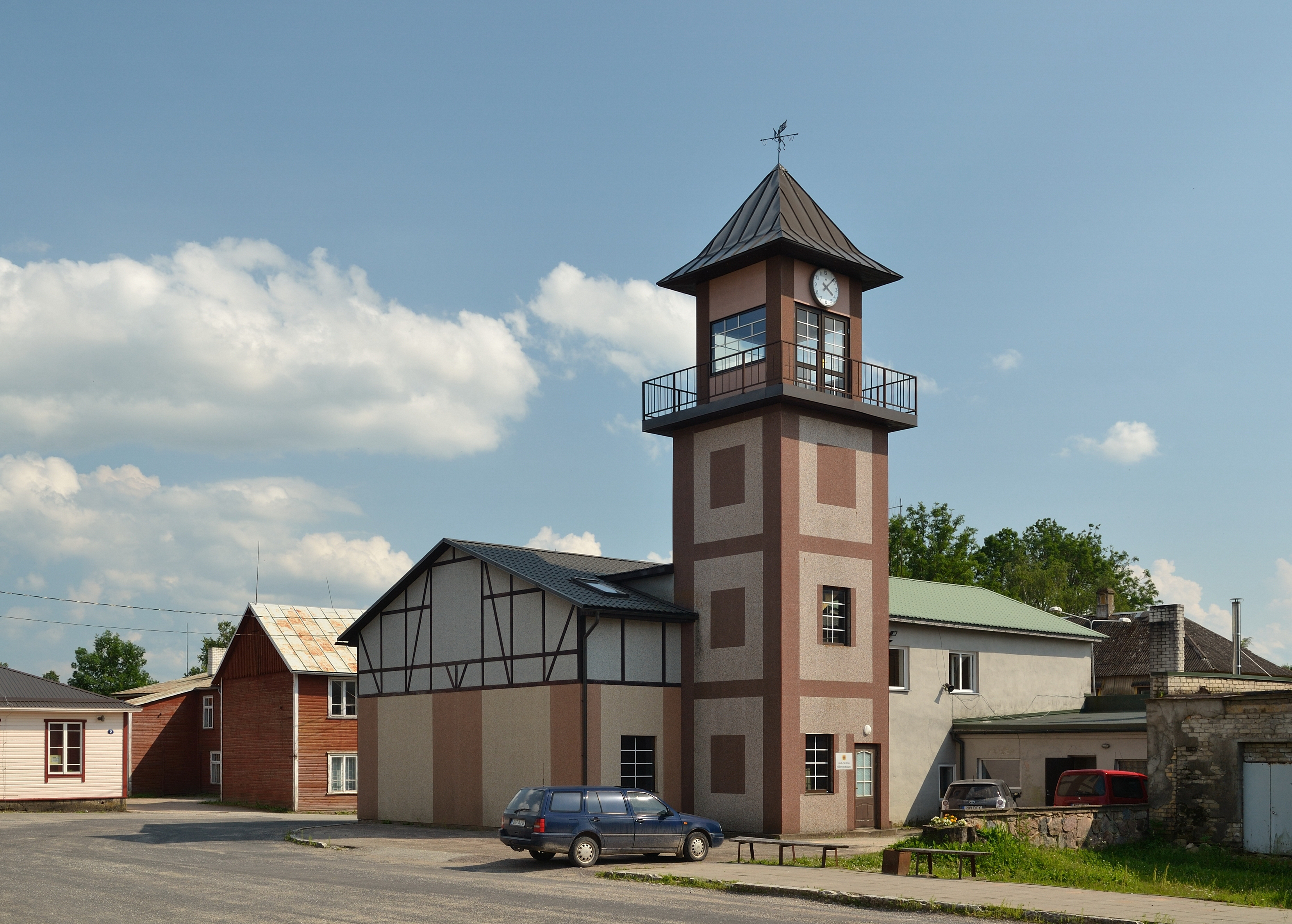
Das Feuerwehrhaus von Abja-Paluoja

Abja-Paluoja (deutsch Abia-Palloja) ist eine Stadt im Süden Estlands. Die Stadt gehört verwaltungsmäßig zur Gemeinde Mulgi (bis 2017 Abja) im Kreis Viljandi. Sie liegt an der Südseite des Urstromtals von Halliste und erstreckt sich bis zum 56,7 Hektar großen See Kariste.

## Geschichte
Die heutige Stadt Abja-Paluoja erhielt ihren Namen vom historischen Gutshaus Abja (1504 erstmals urkundlich erwähnt) und dem Krug Paluoja, der sich an der Landstraße von Pärnu nach Valga befand. Dort fand noch bis zum Beginn des 20. Jahrhunderts der traditionelle Herbstmarkt statt, der im Viehhandel zwischen Riga und Nordestland eine wichtige Rolle spielte.
Schon sehr früh wurde auch mit dem Flachs-Anbau begonnen, durch den die Region nach dem Nordischen Krieg und einer überwundenen Pestepidemie seit dem 18. Jahrhundert zu Reichtum gelangte.
Um 1890 siedelten sich verstärkt Handwerker und Händler im damaligen Paluoja an. Der Ort erfuhr einen weiteren wirtschaftlichen Aufschwung ab 1895 durch den Bau der Schmalspurbahn von Mõisaküla nach Viljandi (in Betrieb bis 1973). Damit erreichte auch die Industrialisierung Abja-Paluoja.
1993 erhielt der Ort die Stadtrechte. 1998 wurde Abja-Paluoja verwaltungsmäßig der Gemeinde Abja unterstellt und mit dieser 2017 der Gemeinde Mulgi.

## Sehenswürdigkeiten
Das heutige deutschbaltische Gutshaus von Abja mit zahlreichen Nebengebäude (Braustube, Schnapsbrennerei, Stallungen) wurde im ersten Viertel des 19. Jahrhunderts im klassizistischen Stil erbaut. Es ist von einem großen Park umgeben. Eine Allee führt auf das Hauptgebäude zu. Seit 1957 befand sich darin ein Kinderheim, später Räumlichkeiten für den estnischen Grenzschutz. Heute steht es zum Verkauf.

## Personen
- Peep Aru (* 1952), estnischer Politiker